# IWA OutdoorClassics
O IWA OutdoorClassics ou simplesmente IWA (originalmente a abreviatura de "Internationale Waffenausstellung" - "Exibição Internacional de Armas) no Centro de Exposições de Nuremberg é uma feira comercial internacional para armas de caça, armas esportivas, armas de serviço, artigos para atividades ao ar livre e acessórios, realizada anualmente desde 1974. 

## Características
O IWA é um dos eventos mais importantes do setor na Europa. A NürnbergMesse é a organizadora da feira anual de negócios. Os patrocinadores frequentes do IWA OutdoorClassics incluem a Associação de Armeiros e Negociantes de Armas Alemães e a Associação de Fabricantes armas de Caça, Armas Desportivas e Munições em conjunto com a Association Européenne de Commerce d'armes civiles, a Association des Fabricants Européens de Munition de Sport' e o Institut Européen des Armes de Chasse et de Sport.
Além de armas e munições, os expositores apresentam equipamentos para atividades ao ar livre, principalmente para esportes de caça e tiro, tiro com arco, caminhadas e observação de animais. Os produtos apresentados incluem, por exemplo, roupas funcionais, facas e lanternas.
No IWA OutdoorClassics, apenas um público especializado é permitido. Ao comprar o ingresso, os visitantes devem provar que trabalham em uma indústria relevante, por exemplo, uma autoridade florestal ou de proteção pessoal. O trabalho como caçador ou membro de um clube de tiro não é suficiente.